# Tajfun Nabi
Tajfun Nabi, Tajfun Jolina – tajfun 5. kategorii w Skali Saffira-Simpsona, który w 2005 roku nawiedził archipelag Marianów, Japonię i Koreę Południową. Był to 3 tajfun w sezonie 2005 na obszarze północnego Pacyfiku. Stała prędkość wiatru osiągała 175 km/h, w porywach do 260 km/h. Cyklon utworzył się 29 sierpnia ponad 1000 km na wschód od wyspy Guam. Przemieszczał się na zachód, stopniowo rosnąc w siłę. Przeszedł przez Mariany jako tajfun 2 kategorii. 1 września Nabi osiągnął 5 kategorię i zaczął skręcać na północ. 6 września dotarł do Japonii jako tajfun 3 kategorii, gdzie spowodował największe zniszczenia. Łącznie w wyniku przejścia burzy zginęły 32 osoby, 143 zostało rannych, a 5 uznaje się za zaginione. Spowodował też straty w wysokości 535 mln dolarów.

## Ofiary tajfunu
| Kraj             | Ofiary śmiertelne |
| ---------------- | ----------------- |
| Japonia          | 28                |
| Korea Południowa | 6                 |
| Guam             | 1                 |
| Razem            | 35                |